# 1990年ハンガリー議会選挙
1990年ハンガリー国民議会選挙は、中欧に位置するハンガリーの立法府である国民議会を構成する議員を選出するために行われた選挙で、1990年3月25日と4月8日にそれぞれ第1回投票と第2回投票が行われた。

## 概要
1989年の円卓会議における共産党（ハンガリー社会主義労働者党）と在野政治勢力との合意に基づいて行われた。43年ぶりの自由選挙で行われた選挙の結果、ハンガリーにおける民主化運動をリードしたハンガリー民主フォーラム（以下、民主フォーラム）が第1党となった。

## 基礎データ
- 選挙権・被選挙権：18歳以上のハンガリー国民
- 議員任期：4年（ただし一定の条件の下で大統領に解散権あり）
- 立候補要件
  - 小選挙区：有権者750名以上の推薦署名。
  - 地域比例代表：当該選挙区内の小選挙区の1/4以上で候補者を擁立。
  - 全国比例代表：7つ以上の地域比例代表で政党名簿を擁立。
- 定数：386議席
  - 小選挙区：176議席
  - 地域比例代表：152議席（首都ブダペストと19県の計20選挙区）
  - 全国比例代表：58議席（地域比例代表からの繰り越しあり）
- 選挙制度：小選挙区比例代表並立制（全国補償議席枠あり）
- 投票：2票制。候補者（小選挙区）と政党（地域比例代表）に投じる。
- 選挙成立要件
  - 小選挙区：第1回投票は有権者50％以上の投票で、第2回投票は有権者25％以上の投票で選挙が成立。
  - 地域比例代表：当該地域比例代表選挙区の有権者50％以上の投票で選挙が成立。成立しなかった場合は第2回投票が行われ、第2回投票は1/4の投票（25％）で成立する。

## 選挙制度の詳細
- 小選挙区：2回投票制

1. 第1回投票では絶対多数得票を得た候補が当選。
2. 第2回投票は第1回投票候補者上位3位あるいは得票15％以上を得た候補者によって争われ、相対多数を得た候補が当選。

- 地域比例代表：拘束名簿式

1. 全国集計で有効投票の4％以上を得た政党のみが議席配分資格を有する（阻止条項）。ただし共同名簿（政党連合）の場合は2党の場合10％以上、3党では15％以上と阻止条項が高くなっている。
2. 議席配分方法は、ドループ式当選基数（有効投票を議席枠＋1で割った数）の整数倍で配分。
3. 残余議席は、剰余が基数の2/3を超える限りで多い順で配分。埋まらなかった議席と死票は全国比例代表に回される。

- 全国比例代表

1. 小選挙区における死票（第1回投票における有効票）と地域比例代表の死票（当選基数の整数倍を超えた剰余）を合計し、阻止条項を突破した全国名簿にドント式で配分。
2. 阻止条項は地域比例代表と同じ有効投票4％以上

出典：ハンガリー選挙制度　ハンガリー議会選挙.中東欧・旧ソ連諸国の選挙データ（2012年9月29日閲覧）　

## 主要政党
全国比例代表に名簿を提出した政党について取り上げる（アルファベット順）。
- 農業同盟（AGRARSZOV）

1989年12月3日、結成。農業改革派を前身とし、農業協同組合の利害を代弁している。
- 青年民主同盟（FIDESZ）

1988年3月30日、結成。SZDSZの青年部として発足、急進的な大学生組織を母体としている。
- 独立小農業者党（FKGP）

正式名称は「独立小農業者・農業労働者・市民党」。第2次世界大戦前の1930年に小商工業者と農業者を基盤とする中道右派政党として結成され1949年まで存在した同一名の政党が、1988年11月18日に再結成。
- 愛国選挙連合（HAZ．VAL．KOAL）
- キリスト教民主人民党（KDNP）

1989年3月17日、結成。戦後に結成された民主人民党を継承。
- ハンガリー民主フォーラム（MDF）

1987年9月27日、結成。民主化運動勢力と旧共産党の改革派が主体。
- ハンガリー社会主義労働者党（MSZMP）

1989年12月17日、結成。旧共産党の保守派と中間派の一部が合同し、それまでの党名を継承する形で発足した。
- 自由民主同盟（SZDSZ）

1989年11月13日、結成。自由主義的反共産党勢力が主体。
- ハンガリー社会党（MSZP）

1989年10月7日、結成。旧共産党の改革派と中間派勢力を主体とし、旧共産党を法的に継承している。
- ハンガリー社会民主党（MAZDP）
- 企業家党（VP）

出典：ハンガリーの主要政党の概要（中東欧・旧ソ連諸国の選挙データ）、家田修「第5章　ハンガリーの議会と政党」『東欧政治ハンドブック』122－130頁　

## 選挙結果
3月25日に行われた第1回投票では小選挙区176選挙区と地域比例代表20選挙区で投票が行われた。第2回投票は第1回投票で当選者が決まらなかった小選挙区171選挙区で4月8日に投票が行われた。
| 登録有権者数 | 小選挙区 | 7,798,954 |
| 登録有権者数 | 比例区   | 7,824,110 |
| 投票者数     | 小選挙区 | 5,069,425 |
| 投票者数     | 比例区   | 5,093,119 |
| 投票率       | 小選挙区 | 65.00%    |
| 投票率       | 比例区   | 65.10%    |
| 有効投票数   | 小選挙区 | 4,960,559 |
| 有効投票数   | 比例区   | 4,911,241 |

| 選挙が行われた171選挙区の登録有権者数 | 7,597,138 |
| 投票者数                              | 3,459,798 |
| 投票率                                | 45.54%    |
| 有効投票数                            | 3,409,635 |

|                              | 小選挙区  | 小選挙区 | 地域 比例代表 | 全国 比例代表 | 合計 議席数 |
| 第1回投票                    | 第2回投票 |          | 地域 比例代表 | 全国 比例代表 | 合計 議席数 |
| ---------------------------- | --------- | -------- | ------------- | ------------- | ----------- |
| MDF ハンガリー民主フォーラム | 3         | 111      | 40            | 10            | 164         |
| SZDSZ 自由民主同盟           | 0         | 35       | 34            | 23            | 92          |
| FKGP 独立小農業者党          | 0         | 11       | 16            | 17            | 44          |
| MSZP ハンガリー社会党        | 0         | 1        | 14            | 18            | 33          |
| FIDESZ 青年民主同盟          | 0         | 1        | 8             | 12            | 21          |
| KDNP キリスト教民主人民党    | 0         | 3        | 8             | 10            | 21          |
| AGRARSZOV 農業同盟           | 0         | 1        | -             | -             | 1           |
| 共同候補                     | 0         | 4        | -             | -             | 4           |
| 無所属                       | 2         | 4        | -             | -             | 6           |
|                              | 5         | 171      | 120           | 90            | 386         |

|                                  | 得票数    | 得票率 |
| -------------------------------- | --------- | ------ |
| MDF ハンガリー民主フォーラム     | 1,214,359 | 24.73% |
| SZDSZ 自由民主同盟               | 1,050,799 | 21.39% |
| FKGP 独立小農業者党              | 576,315   | 11.73% |
| MSZP ハンガリー社会党            | 535,064   | 10.89% |
| FIDESZ 青年民主同盟              | 439,649   | 8.95%  |
| KDNP キリスト教民主人民党        | 317,278   | 6.46%  |
| MSZMP ハンガリー社会主義労働者党 | 180,964   | 3.68%  |
| MSZDP ハンガリー社会民主党       | 174,434   | 3.55%  |
| AGRARSZOV 農業同盟               | 154,004   | 3.13%  |
| VP 企業家党                      | 92,689    | 1.89%  |
| HAZ.VAL.KOAL 愛国選挙連合        | 91,922    | 1.87%  |
| その他の政党                     | 83,764    | 1.71%  |
|                                  | 4,911,241 |        |

出典：議会選挙－1990年（中東欧・旧ソ連諸国の選挙データ）、「東欧改革におけるハンガリーの役割」資料6「一九九〇年三月二五日自由選挙結果」『ソ連・東欧の体制変動』（インパクト出版会）184頁。注：得票率1％未満の政党については「その他の政党」として得票を合算して掲載。
第1回投票においては小選挙区で5名が当選（民主フォーラム3＋無所属2）、比例代表では6党（民主フォーラム、自由民主同盟、独立小農業者党、社会党、青年民主同盟、キリスト教民主人民党）が阻止条項4％を上回って議席を得た。第1回投票で当選者が確定しなかった171選挙区で行われた第2回投票では民主フォーラムが111名を当選、地域比例代表と全国比例代表で得た議席と合わせて164議席を獲得し、第1党となった。一方、旧共産党を継承した社会党は第4党に留まった。